# 그린뱅크 중학교
그린뱅크 중학교(Greenbank Middle School)는 캐나다 온타리오주 토론토에 있었던 공립 중학교였다.

## 개교와 폐교
이 학교는 1968년에 첫 개교되었고 2017년에 폐교되었다.

## 트리비아
대한민국 싱어송라이터 겸 뮤지컬배우 김형용(레이먼드 킴)이 1974년 이 학교를 졸업한 바 있고 대한민국 가수 겸 작사가 김완제(트래비스 킴)가 1998년 이 학교를 졸업한 바 있다.